# Очилата капска костенурка
Очилатите капски костенурки (Homopus signatus) са вид дребни влечуги от семейство Сухоземни костенурки (Testudinidae).
Разпространени са в ограничен пустинен район в западната част на Южноафриканската република. Достигат дължина на черупката 6 – 8 сантиметра при мъжките и 10 сантиметра при женските, а масата им е 95 – 165 грама. Живеят в скалисти местности, хранейки се с местните сухоустойчиви растения. Видът е застрашен и продажбата на костенурките като домашни любимци е незаконен.